# Hammerprägung

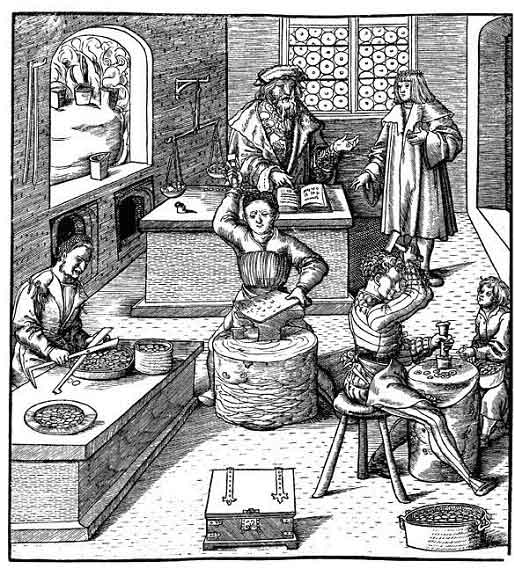
Der spätere Kaiser Maximilian I. besucht eine Münzstätte; rechts die Hammerprägung durch den „Setzmeister“

Hammerprägung ist die von Antike bis zur Neuzeit verbreitetste Form der Münzprägung mittels Münzstempeln. Im engeren Sinne bezeichnet die Hammerprägung eine mittels Hammer, Ober- und Unterstempel (Eisen und Stock) ausgeführte Prägung.
Mit Hammerprägung wird auch insgesamt die Münzprägung von Hand (Handprägung) vor Beginn der mechanisierten Prägung bezeichnet.

## Grundtechnik

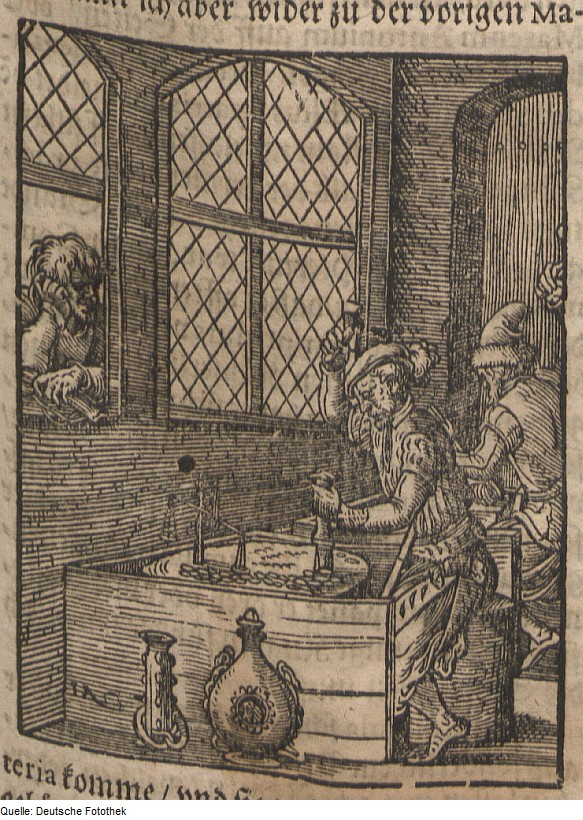
Hammerprägung zur Illustration des Berufs des Münzprägers, Holzschnitt von 1641

Bei der eigentlichen Hammerprägung wird der Münzrohling (auch Ronde; Schrötling) zwischen einem Unter- und einem Oberstempel geprägt. Der Unterstempel ist dabei fest mit dem Untergrund verbunden, z. B. in einen großen Hartholzklotz eingeschlagen. Auf den Unterstempel wird dann zentriert der Rohling gelegt. Auf den liegenden Rohling wird der Oberstempel angesetzt, der im einfachsten Fall vom Münzschmied mit einer Hand gehalten wird. Mit einem Hammer in der anderen Hand schlägt der Münzschmied auf den Oberstempel, um die für die Prägung erforderliche Energie aufzubringen. Oft übernimmt schon bei der einfachen Hammerprägung ein Gehilfe das Einlegen und Herausnehmen der Münzen (siehe Abb. unten).

## Groschenprägung mit mehreren Schlägen
Kleine Silbermünzen von etwa einem Gramm (mittelalterliche Silberpfennige) konnten mit einem einzigen Hammerschlag geprägt werden.
Dies traf auf die wesentlich größeren Silbermünzen des Groschen-Typus, die sich ab dem Hochmittelalter verbreiteten, nicht mehr zu. Die Abnutzung der Oberstempel wie auch ein nur sektorweise auftretender Doppelschlag weisen auf eine Prägetechnik mit mehreren Schlägen hin. Dabei wurde der Oberstempel jeweils nach 1–2 Schlägen leicht in eine andere Richtung gekippt.
Kleinmünzen dagegen wurden bis ins 18. Jahrhundert mittels Hammerprägung hergestellt.

## Weiterentwicklungen
Ein ähnliches Problem trat auf, als an der Wende zum 15. Jahrhundert erstmals Silbermünzen in Talergröße geprägt wurden. Diese Guldengroschen sollten den erfolgreichen Goldmünzen der Zeit („Gulden“ von etwa 2,5 g) wertmäßig entsprechen. Sie hatten daher eine Masse (Raugewicht) von fast 30 g. Während die wesentlich kleineren Goldmünzen mit einem Hammer von 2 kg geprägt werden konnten, mussten nun wesentlich schwerere Hämmer eingesetzt werden.

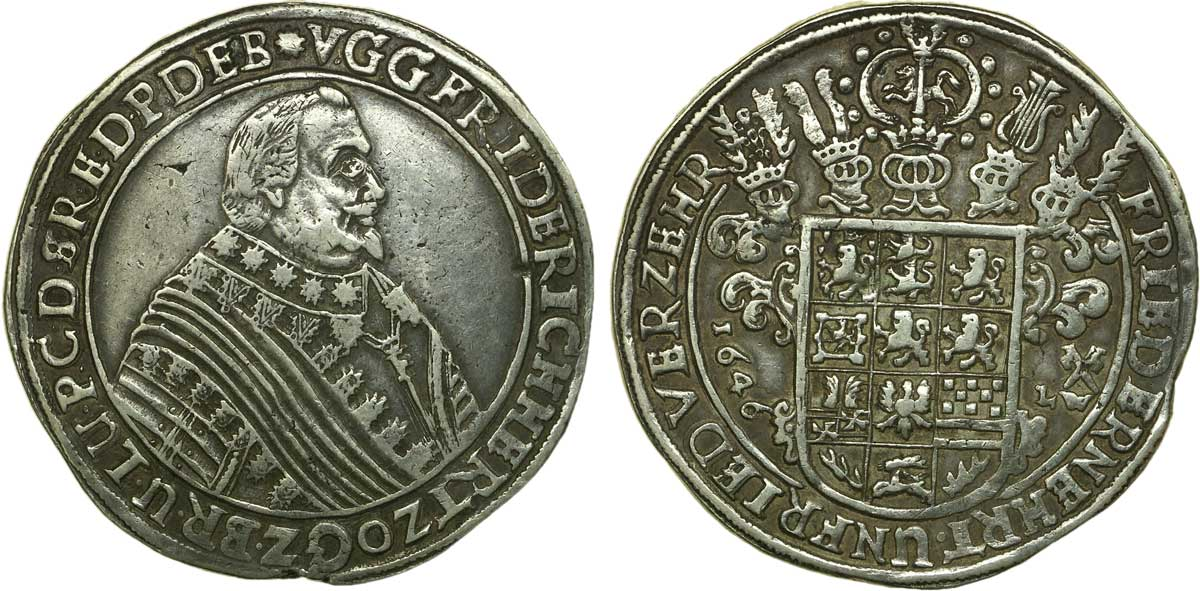
1646 in Clausthal mittels Hammerprägung geschlagener Taler Friedrichs IV., Fürst von Lüneburg 1636–1648 (Welter 1415)

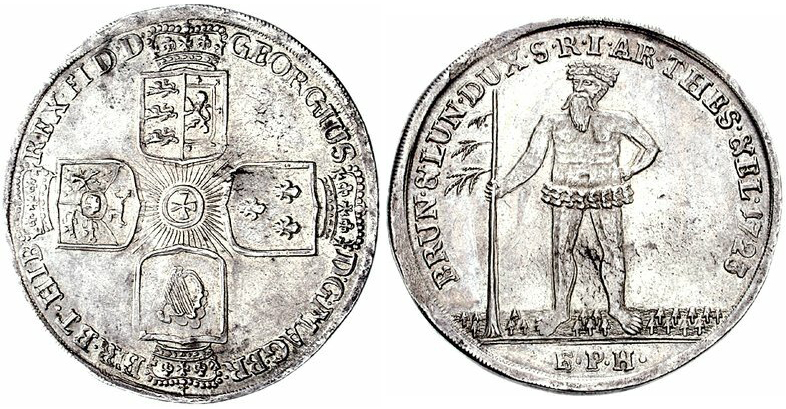
1723 in Zellerfeld mit dem Hammer geprägter Wildemannstaler Georgs I., Kurfürst von Braunschweig-Lüneburg 1698–1727 (Welter 2231)

Zur besseren Zentrierung von Ober- und Unterstempel sowie zur Verringerung der Verletzungsgefahr wurde teilweise eine Flachzange (Traité) genutzt. Mit der Traité werden Ober- und Unterstempel mit dem eingelegten Schrötling gemeinsam gehalten. Eine weitere technische Verbesserung war das Klippwerk, mit dem die Führung des Oberstempels nochmals verbessert wurde.
Auch beim Einsatz eines Klippwerks wird noch von Hammerprägung gesprochen. Die Hammerprägung kommt bei großen Münzen, die oft mit zentnerschweren Hämmern geprägt wurden, insgesamt an ihre Grenze. Bereits 1550 wurde die mechanische Walzenprägung erfunden, wenig später das Stoßwerk, mit denen die „mechanische“ Münzprägung beginnt.
Dennoch prägten Münzstätten im Harz (Clausthal, Zellerfeld, s. u.) teilweise noch bis zur Mitte des 18. Jahrhunderts nicht nur Taler, sondern auch Mehrfachtaler nach hergebrachter Technik.

## Historischer Einsatz
Dieser Abschnitt enthält Angaben zum Einsatz der Hammerprägung in einzelnen Prägeanstalten. Angeführt sind insbesondere der Zeitpunkt der Aufgabe der Hammerprägung und die dafür angeführten Gründe.
- Clausthaler Münzstätte: Hammerprägung bis 1674. Diese wird für gefährlicher gehalten, sorge jedoch auch für ein „schöneres Gepräge“.[4]

- Zellerfelder Münze: Hammerprägung bis zur Anschaffung eines Stoßwerks 1746. Noch 1705 werden die Gepräge aus der Zellerfelder Hammermünze als zu den schönsten aus Deutschland gehörend gelobt. Unter anderem werden Glockentaler, 1½-fache Taler und sogar dreifache Löser mittels Hammerprägung hergestellt.[5]